# Marina Senckel
Marina Senckel (* 3. September 1982 in Bremen) ist eine deutsche Theater- und Filmschauspielerin.

## Leben
Marina Senckel wuchs in ihrer Geburtsstadt Bremen auf und besuchte dort die Freie Schule Bremen. Seit früher Jugend sammelte sie Schauspielerfahrungen in zahlreichen Theaterprojekten und Gruppen. So unter anderem am Bremer Kulturzentrum Schlachthof in der Performancegruppe „Dritte Ebene“, sowie in der politisch motivierten Theatergruppe „Der Brotladen“, unter der Schirmherrschaft von Hanne Hiob und Manfred Wekwerth. Auch im freien Theaterprojekt „Theater Total“ in Bochum wirkte sie mit, den Roman Verbrechen und Strafe von Fjodor Dostojewski, in der Neuübersetzung von Swetlana Geier, auf die Bühne zu bringen. Mit der Vorbereitungsperformance Qué es amore? gab es eine Einladung 2002 zum Theatertreffen der Jugend der Berliner Festspiele. Zudem war sie Regieassistentin am Theater Bremen im MoKS.
Sie gab im „Kleinen Theater“ in Hamburg einen Brecht-Lieder-Abend und war am Kampnagel in Hamburg in einer Theaterperformance über das Buch Hure von Nelly Arcan neben anderen Musikerinnen solo auf der Bühne.
Nach einem fast einjährigen Besuch der privaten Sprech- und Schauspielkunst Schule in Hamburg wurde sie 2003 an die Schauspielschule Max-Reinhardt Seminar an der Universität für Musik und darstellende Kunst in Wien aufgenommen. Ihr dortiger Dozent und Rollenlehrer Klaus Maria Brandauer besetzte sie während der Studienzeit in seiner Inszenierung von Shakespeares Sommernachtstraum auf der Seewiese in Altaussee in der Rolle der Hermia. Des Weiteren spielte sie im Rahmen des Studiums im Schlosstheater Schönbrunn das Gretchen in Goethes Faust, Phlillys in Fette Männer im Rock (Nicki Silver) und Fatima in Die arabische Nacht (Roland Schimmelpfennig). Sie arbeitete mit Susanne Granzer, Artak Grigorjan, Michaela Rosen, Gustav Rueb, Michaela Rosen und Istvan Szabó.
Ende des dritten Studienjahres wurde sie vorzeitig vom ehemaligen Burgtheater-Intendanten Claus Peymann an das Berliner Ensemble geholt; sie schloss während ihres Engagements ihr Studium mit einem Master of Arts ab. Von 2006 bis 2017 war sie am Berliner Ensemble festes Mitglied. Es kam regelmäßig zu Zusammenarbeiten mit Regisseuren wie Robert Wilson, Peter Stein, Claus Peymann, Manfred Karge, Thomas Langhoff, Philip Tiedemann, Martin Wuttke und Leander Haußmann. Sie spielte Rollen wie die Ilse aus dem Stück Frühlings Erwachen, Olga aus Anton Chechovs Drei Schwestern und Irene aus Krankheit der Jugend. Mit der Eve aus Peter Steins Inszenierung von Der zerbrochne Krug erhielt sie neben Klaus Maria Brandauer als Dorfrichter Adam von der TheaterGemeinde Berlin 2010 den Theaterpreis und Einladung zu den Wiener-Zürcher Festspielen und Hamburger Theater-Festival. Mit der Dreigroschenoper-Inszenierung von Robert Wilson reiste sie um die Welt und realisierte an die 300 Aufführungen.
Musikalisch arbeitete sie mit Komponisten sowie Pianisten wie Tobias Schwencke, Hans-Jörn Brandenburg, Max Doehlmann und Jörg Gollasch regelmäßig zusammen. Am Berliner Ensemble sind vor allem die musikalischen Arbeiten mit Herbert Grönemeyer an Faust I und II sowie Leonce und Lena und mit der US-amerikanischen Musikband CocoRosie in Robert Wilsons Inszenierung von Peter Pan zu nennen.
Für die Rolle der Ottile in Vor Sonnenuntergang von Gerhart Hauptmann, unter der Regie von Janusz Kica, übernahm sie 2015 ein Gastengagement im Theater in der Josefstadt in Wien.
Unter der Leitung von Luigi Reitani am instituto italiano di cultura Berlin, gab sie von 2017 bis 2019 etliche Lesungen und Buchvorstellungen, unter anderem mit dem Regisseur und Autor Cesare Livi.
An der Neuköllner Oper Berlin arbeitete sie 2019 mit der Regisseurin Cordula Däuper an einem musikalischen Abend über Clara Schumann. Ihr Filmdebüt gab sie 2013 in dem Indie-Film Go with Le Flo, der vom kalifornischen Indie-Filmteam Bright Blue Gorilla produziert wurde. Go with Le Flo wurde auf zahlreichen Festivals international gezeigt und ausgezeichnet.
Zu einigen ihrer Fernsehauftritte zählen die ZDF-Krimiserie Letzte Spur Berlin sowie der ARD-Fernsehfilm Meine Nachbarn mit dem dicken Hund. Des Weiteren ist Marina Senckel in Leander Haußmanns Kinofilm Stasikomödie zu sehen.
In Wismar spielte sie im Rahmen des Theatersommers 2022 die Schauspielerin Greta Schröder in einer komödiantischen Bearbeitung des Nosferatu-Stoffes Nosferatu 2.0 in der St. Georgenkirche. Holger Mahlich führte Regie und verfasste dazu den dramatischen Text. 
Zurzeit lebt sie mit ihren beiden Kindern in Berlin.

## Theater (Auswahl)
Neuköllner Oper Berlin
- 2019: Casting Clara[28] (Cordula Däuper und Johannes Müller) – Regie: Cordula Däuper[29] – Clara Schumann

Theater in der Josefstad
- 2015: Vor Sonnenuntergang (Gerhart Hauptmann) – Regie: Janusz Kica – Ottilie

Berliner Ensemble
- 2017: Peter Pan (J.M. Barri) – Regie: Robert Wilson / CocoRosie – Nixe / Pirat
- 2017: Krankheit der Jugend (Ferdinand Bruckner) – Regie: Catharina May – Irene
- 2016: Faust I und II (J.W.v. Goethe) – Regie: Robert Wilson / Herbert Grönemeyer – Engel / Meerkatze / Sphynx / Griechin
- 2016: Die Gewehre der Frau Carrar (Bertolt Brecht) – Regie: Manfred Karge – Manuela
- 2016: Der Selbstmörder (Nikolai Erdmann) – Regie: Jean Bellorini – Ensemble[30][31]
- 2016: Drei Schwestern (Anton Tschechow) – Regie: Leander Haußmann – Olga
- 2016: Die Griechen (Volker Braun) – Regie: Manfred Karge (Uraufführung) – Ensemble
- 2015: Untergang des Egoisten Johann Fatzer (Bertolt Brecht) – Regie: Manfred Karge – Das Mädchen / Die Nachbarin
- 2014: Hans im Glück (Bertolt Brecht) – Regie: Sebastian Sommer – Leichtes Mädchen / Magd / Witwe
- 2014: Der Prozess (Franz Kafka) – Regie: Claus Peymann – Leni[32]
- 2013: Floh im Ohr (Georges Feydeau) – Regie: Philip Tiedemann – Lucienne
- 2013: Die Rassen (Ferdinand Bruckner) – Regie: Manfred Karge – Helene Marx
- 2012: Vassa Shelesnova (Maxim Gorki) – Regie: Manfred Karge – Rachel[33]
- 2012: Hanns-Eisler-Revue (Hanns Eisler) – Regie: Manfred Karge – Ensemble
- 2010: Der kaukasische Kreidekreis (Bertolt Brecht) – Regie: Manfred Karge – Die Gouverneursfrau
- 2009: La Perichole (Jacques Offenbach) – Regie: Thomas Schulte-Michels – Mastrilla
- 2009: Trilogie der schönen Ferienzeit (Carlo Goldoni) – Regie: Claus Peymann – Viktoria[34]
- 2008: Liebeslieder für Gespenster / Frank Wedekind Revue – Regie: Jutta Ferbers – Ensemble
- 2008: Die Goldberg-Variationen (George Tabori) – Regie: Thomas Langhoff – Therese Tormentina Superstar / Das goldene Kalb / Martha Dolorosa[35]
- 2008: Der zerbrochene Krug (Heinrich von Kleist) – Regie: Peter Stein – Eve[36][37][38]
- 2007: Totentanz (August Strindberg) – Regie: Thomas Langhoff – Jenny
- 2007: Wallenstein (Friedrich Schiller) – Regie: Peter Stein – Magdt Neubrunn
- 2007: Die Dreigroschenoper (Bertolt Brecht) – Regie: Robert Wilson – Vixer
- 2007: Pfffft oder der letzte Tango am Telefon (George Tabori) – Regie: Martin Wuttke (Uraufführung) – Griechin
- 2006: Die Jungfrau von Orleans (Friedrich Schiller) – Regie: Claus Peymann – Margot
- 2006: Die Spuren der Verirrten (Peter Handke) – Regie: Claus Peymann (Uraufführung) – Mädchen mit den roten Schuhen[39]

## Filmografie (Auswahl)
- 2012: Go with Le Flo (Regie: Michael Glover)
- 2013: Der Richter in Dir (Regie: Peter Pepe Pippig)
- 2014: Letzte Spur Berlin (Edzard Onneken)
- 2016: Deine Zukunft (Regie: Jan Galli)
- 2018: 36 Husbands (Regie: Michael Glover)
- 2018: Meine Nachbarn mit dem dicken Hund (Regie: Ingo Rasper)
- 2019: Stasikomödie (Regie: Leander Haußmann)
- 2019: Resurrezione (Regie: Tonino De Bernardi)

## Auszeichnungen
- 2017: Short Film Corner nominiert – Festival de Cannes (fr) – Deine Zukunft
- 2017: Filmschau Baden-Württemberg nominiert Jugendfilmpreis – Deine Zukunft
- 2016: Jupiter Award Beste TV-Serie National nominiert – Letzte Spur Berlin
- 2014: Best Foreign Film – Myrtle Beach Film Festival – Go with Le Flo
- 2014: Official Selection – Jaipur International Film Festival – Go with Le Flo
- 2014: Official Selection – Beijing International Film Festival – Go with Le Flo
- 2010: Aufführung des Jahres verliehen von TheaterGemeinde Berlin – Der zerbrochne Krug – Regie: Peter Stein[40]
- 2002: Bundeswettbewerb Theatertreffen der Jugend Berliner Festspiele – Que es amor? – Theater Total